# Préhistoire et protohistoire de la Pologne
La préhistoire et la protohistoire de la Pologne peuvent être retracées depuis la première présence humaine sur le territoire de la Pologne actuelle, il y a environ 500 000 ans, jusqu'à la création de l'État polonais au Xe siècle.
Comme dans le reste de l'Eurasie, la Pologne traverse les périodes glaciaires du Pléistocène moyen et supérieur jusqu'à l'orée de l'Holocène, vers 9700 av. J.-C. Elle voit l'introduction de l'agriculture dans le sud et le centre du pays vers 5400 av. J.-C., à partir du courant danubien de néolithisation de l'Europe. Vers 2800 av. J.-C., la région connait un afflux massif de populations steppiques issues de la culture Yamna, qui forment en Europe du Nord-Est la culture de la céramique cordée. Celle-ci se traduit par des transformations sociales identifiées dans les sépultures (rôle de l'homme en tant que guerrier, mais aussi en tant qu'artisan-spécialiste) et par la généralisation d'une économie d'élevage basée sur davantage de mobilité.
Au début du Moyen-Âge, la région est investie par des tribus slaves occidentales qui remplacent les tribus germaniques parties vers l'ouest et vers le sud. Elle devient le foyer d'un certain nombre de tribus polonaises lechitiques, qui forment de petits États dans la région à partir du VIIIe siècle.

## Paléolithique

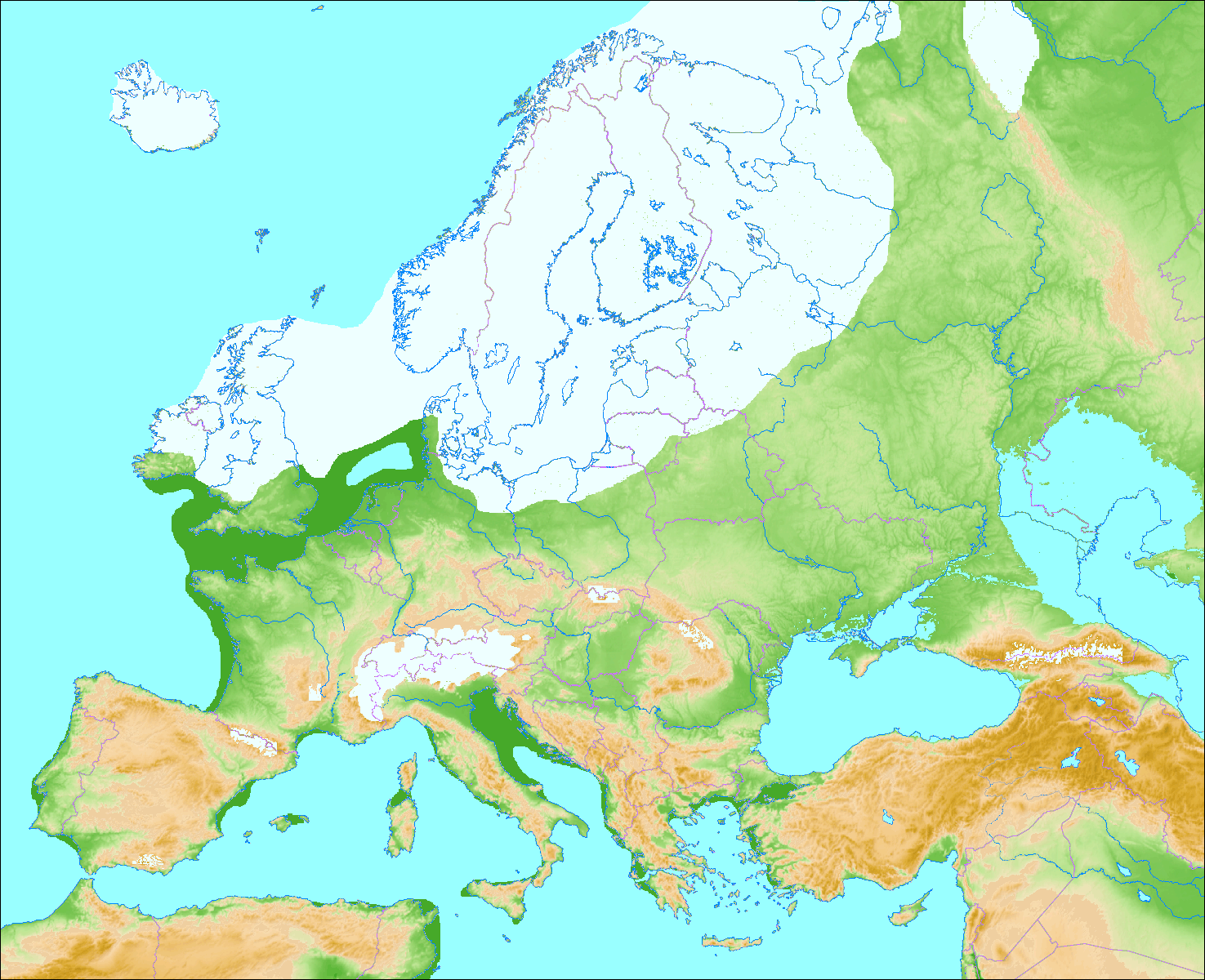
Glaciation de Würm (115000-12000¨ AP)

Si les premières traces humaines connues en Pologne datent de quelque 500 000 ans avant le présent (AP), durant le Paléolithique inférieur, cette présence reste intermittente à cause des cycles glaciaires, où alternent courtes périodes tempérées et longues périodes glaciales, durant lesquelles la Pologne est partiellement recouverte par les glaciers de l'inlandsis fennoscandien.

## Mésolithique
Les premiers sites d'habitat sédentaire en Pologne datent du Mésolithique, à partir du Xe millénaire av. J.-C. Ils sont attribués au Swidérien.

## Néolithique

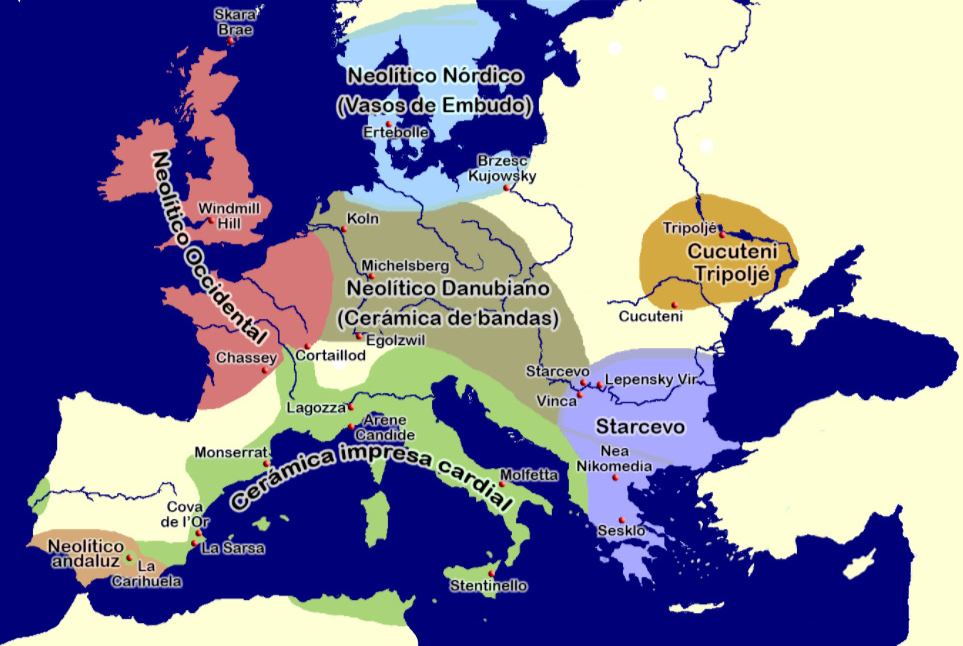
Extension de la culture rubanée (Neolítico Danubiano) au début du Néolithique

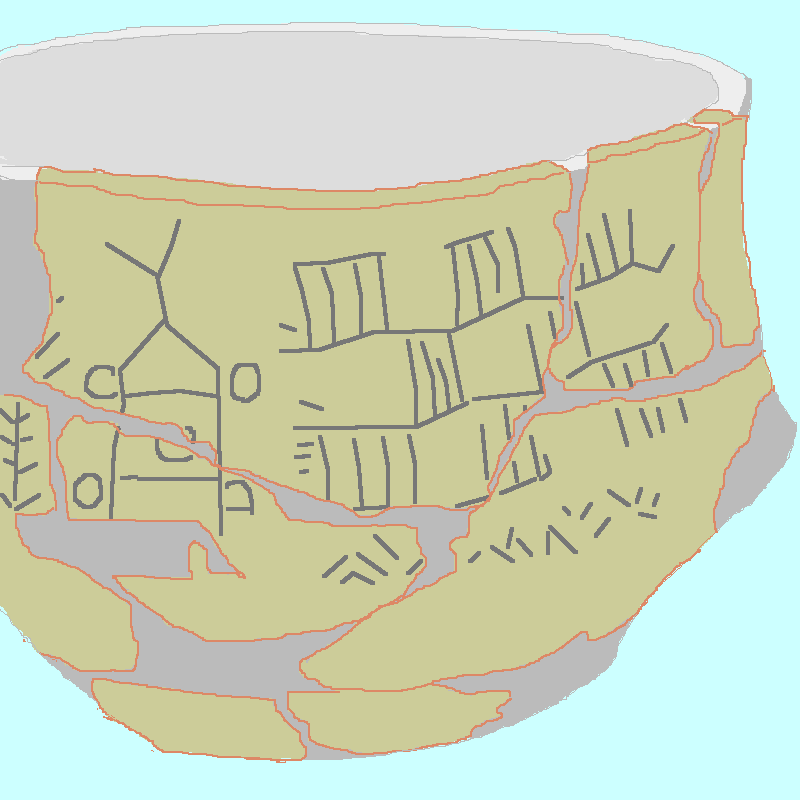
Pot de Bronocice, vers -3500

Vers 5400 av. J.-C., l'agriculture est introduite dans le sud et le centre de la Pologne par les populations de la culture rubanée remontant des Balkans par la voie danubienne, ce qui marque le début du Néolithique. Les populations de chasseurs-cueilleurs vivant au nord des agriculteurs de la culture rubanée maintiennent leur mode de vie pendant près d'un millénaire, durant lequel le mode de vie néolithique cesse de s'étendre. On observe néanmoins des contacts entre les populations agricoles et les groupes de chasseurs-cueilleurs. Ces relations sont clairement visibles dans le groupe Brześć Kujawski de la culture de Lengyel, trouvé dans la région de la Cujavie, qui a longtemps été la limite nord des communautés agricoles du rubané.
Au cours du millénaire suivant, à partir d'environ 4000 av. J.-C., c'est-à-dire au Néolithique moyen, la culture des vases à entonnoir (CVE) émerge et les modes de vie néolithiques se diffusent dans la majeure partie des régions polonaises. Les membres de la culture CVE en Pologne présentent un mélange génétique avec les populations de chasseurs-cueilleurs locaux, issues principalement du groupe génétique "chasseur-cueilleur ouest-européen" (WHG). Vers 3100 av. J.-C., la culture des vases à entonnoir est remplacée dans de nombreuses régions de la Pologne par la culture de Baden et par la culture des amphores globulaires (CAG, vers 3400 / 3100 - vers 2800 av. J.-C.) Le groupe de Zlota, présent principalement en Pologne du sud-est, est issu de la culture des amphores globulaires et reste dans la continuité génétique de ces deux cultures d'ascendance néolithique. La culture des amphores globulaires est à son tour remplacée vers 2800 av. J.-C. par la culture de la céramique cordée (CCC), qui reste dominante pendant environ 500 ans.

### Culture de la céramique cordée

Zone d'extension de la culture de la céramique cordée, qui jouxte à l'est la culture de Fatianovo-Balanovo

Les membres de la culture des amphores globulaires (CAG) et ceux de la céramique cordée (CCC) ont des origines très différentes. Les individus de la culture CCC sont principalement issus des pasteurs steppiques de la culture Yamna, alors que les individus de la culture CAG ne présentent presque aucune ascendance steppique. Vers 2600 / 2550 av. J.-C., de nouveaux éléments apparaissent dans le rituel funéraire des sociétés de Petite-Pologne de la céramique cordée, indiquant des contacts avec les rites et les pratiques des communautés situées plus à l'est. L'expression majeure est la forme de niche de la construction funéraire. L'idée d'une telle structure dans les tombes était déjà présente au cours de la période antérieure dans les cimetières de type Złota, entre environ 2900 et 2600 av. J.-C. Dans cette phase, des types de constructions spécifiques sont apparus avec des caractéristiques semblables à la culture des catacombes de la zone nord-pontique.
Parallèlement aux nouvelles constructions, des modifications de l'inhumation, de l'orientation du corps et du mobilier funéraire se produisent. Les tombes simples dominent, bien que le nombre de sépultures doubles et multiples soit notable. En comparaison avec d'autres régions d'Europe centrale, les sépultures de Petite Pologne ont livré des artéfacts particulièrement riches. La nature du mobilier funéraire dans certaines tombes d'hommes adultes est spécifique, notamment les récipients en céramique (le type principal est un grand vase à col distinct), les armes (haches de bataille en pierre et pointes de flèche), des ensembles d'outils en silex (principalement des haches, des couteaux), des os, des instruments en bois de cerf, des instruments en pierre (pierres à aiguiser et meules à grain), des outils et des ornements en cuivre (y compris des anneaux de cheveux en cuivre caractéristiques), ainsi que des articles « semi-finis ». Ainsi, de telles sépultures mettent l'accent sur le rôle d'un homme en tant que guerrier, mais aussi en tant qu'artisan-spécialiste. Contrairement à d'autres groupes de la céramique cordée d'Europe centrale, on observe en Petite Pologne de nombreux enterrements d'hommes équipés de pointes de flèches triangulaires (jusqu'à 30 pièces). Dans d'autres régions, l'archerie comme élément important du mobilier funéraire du défunt apparaît environ 100 à 200 ans plus tard, associé à l'apparition et à la propagation du rituel de la culture campaniforme.
La culture de la céramique cordée était originaire d'Europe du Nord-Est, mais les comportements sous-jacents ont certainement été influencés par ce qui était apparu plus tôt au sein de la culture Yamna des steppes pontiques : l'adoption généralisée d'une économie d'élevage basée sur la mobilité en utilisant des chars tirés par des bœufs et des chevaux, et une augmentation correspondante du prestige rituel et de la valeur du bétail. L'économie et la structure politique de la céramique cordée dans le sud-est de la Pologne pourraient avoir évolué à partir des sociétés de la fin de la culture des vases à entonnoir, grâce à des connexions avec la culture d'Usatovo et de la fin de la culture de Cucuteni-Trypillia. Les aires Yamna et Céramique cordée étaient en contact dans les collines situées entre Lviv et Ivano-Frankivsk, en Ukraine, dans le piémont du Dniestr supérieur, vers 2800 - 2600 av. J.-C..

## Âge du bronze
Vers 2400 av. J.-C., la culture campaniforme pénètre dans cette région depuis le sud-ouest, et une autre composante génétique majeure est ajoutée à la population locale. Dans le sud-est de la Pologne, le campaniforme disparait dès 2200 av. J.-C. environ. Cette région semble avoir vu l'émergence de populations génétiquement typiques de la culture campaniforme près de 200 ans plus tôt que d'autres parties de l'Europe.
Durant le IIe millénaire av. J.-C., la culture d'Unétice prédomine dans la région. De grands villages fortifiés, avec des remparts et des fortifications en bois, sont présents, par exemple à Bruszczewo, en Grande Pologne, et à Radłowice, en Silésie. Ces grands villages jouent un rôle de centre politique local, voire de marché, facilitant la circulation des biens et des marchandises. La production agricole est suffisamment importante pour que les excédents de production agricole soient stockés dans des greniers. L'importance du cheval, qui est également consommé, augmente. Elle est suivie par la culture de Trzciniec.
En Pologne comme dans l'Ouest de l'Ukraine, les descendants des pasteurs des steppes basculent à l'Âge du bronze moyen vers des sépultures collectives, dont l'ampleur n'avait jusque-là été observée qu'au Néolithique. Ces populations de l'Âge du bronze moyen semblent avoir connu un mélange avec d'autres populations ayant un taux élevé de gènes de type "chasseurs-cueilleurs européens". Ces derniers pourraient être les chasseurs-cueilleurs de la Baltique ou de la culture de la céramique perforée de Scandinavie.
Le nord de la Pologne voit une forte augmentation de l'intensité des activités agricoles au cours de l'Âge du bronze moyen, en particulier à partir de 1400 / 1300 av. J.-C..

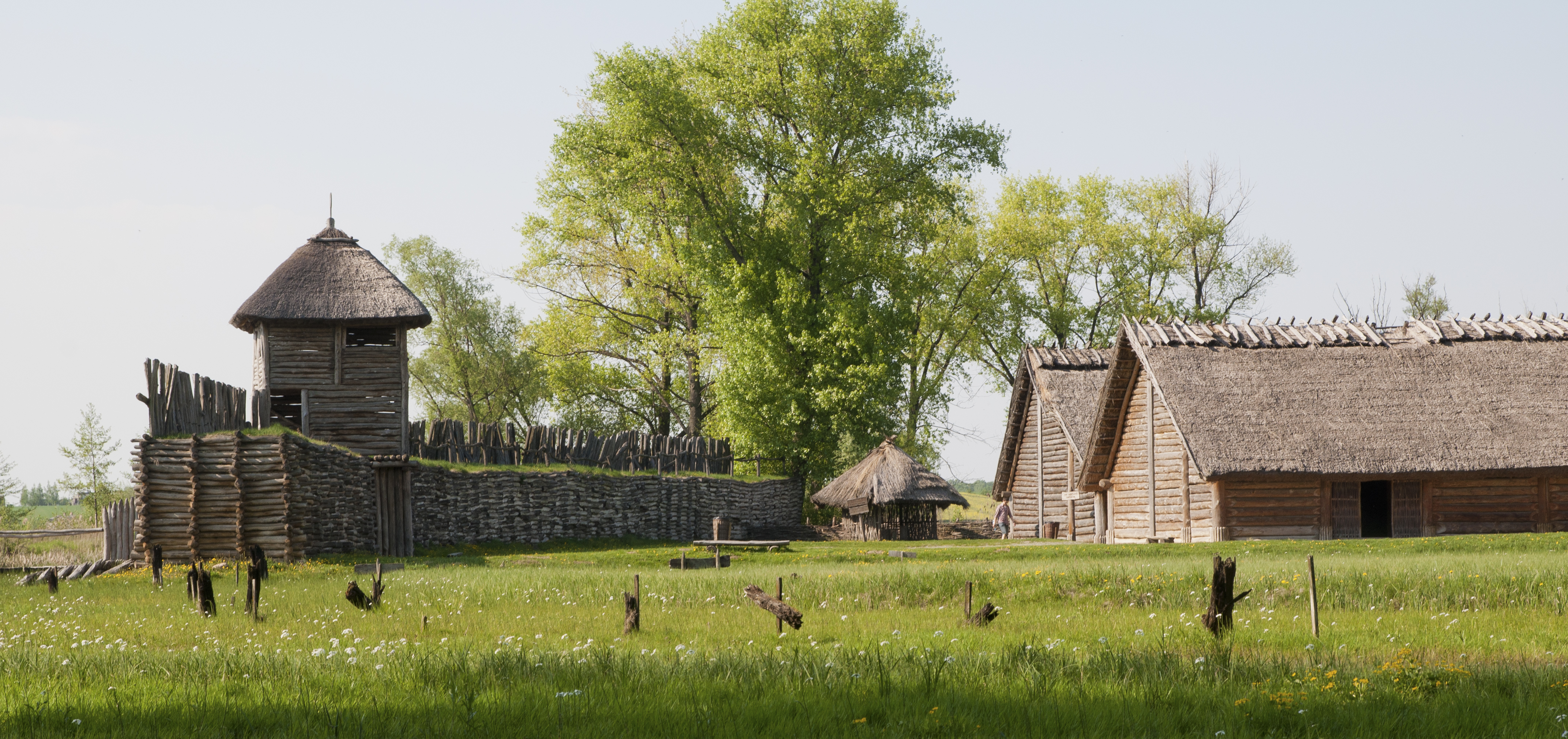
Vue du site fortifié reconstruit de Biskupin

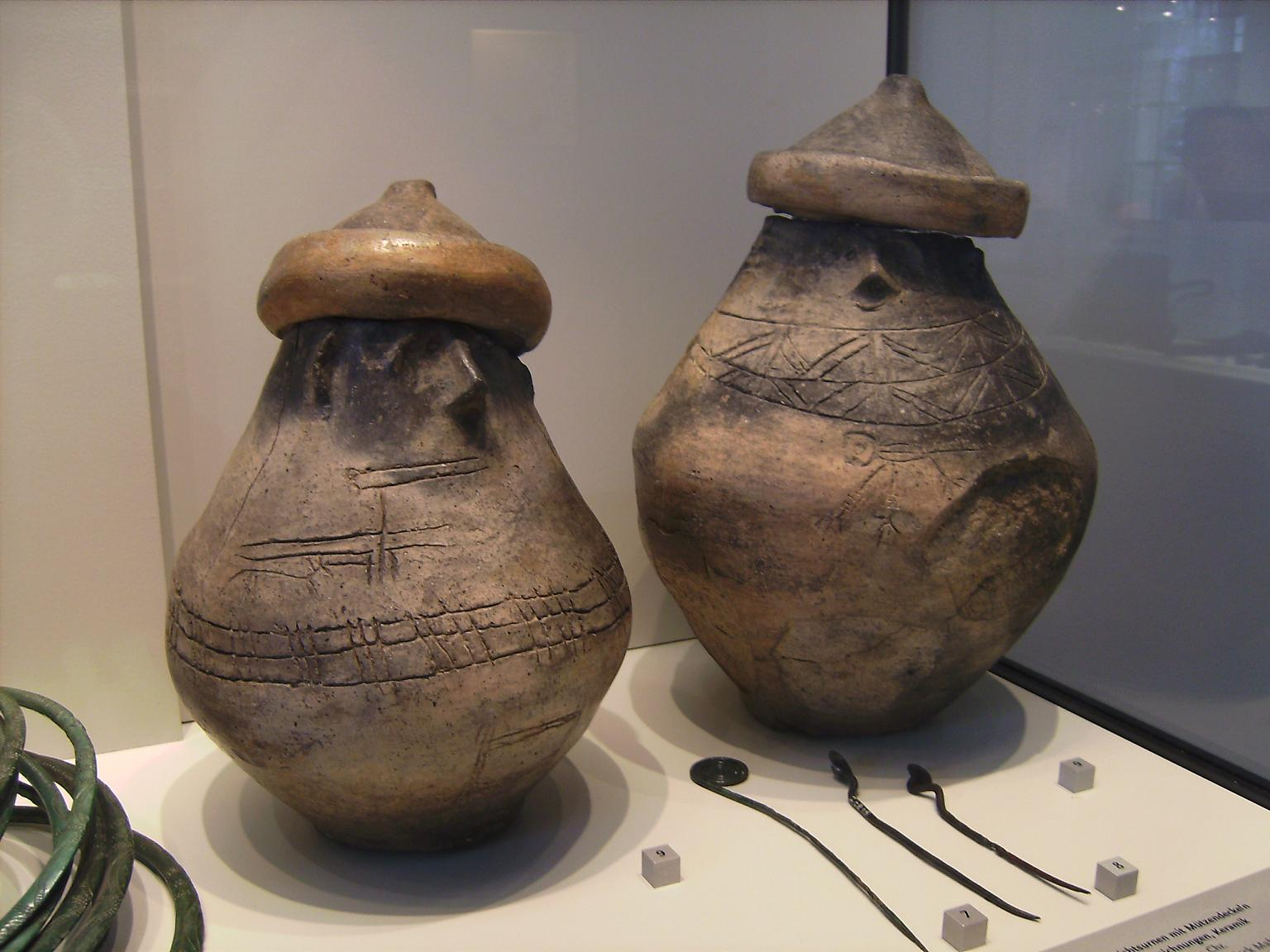
Urnes à face pomérelliennes avec chapeaux (Musée de la pré- et de la protohistoire, Berlin)

## Âge du fer
À partir du Ier millénaire av. J.-C., les cultures lusacienne et poméranienne se distinguent de la culture des champs d'urnes. Le plus important site de la culture lusacienne étant Biskupin, fondé vers le IVe siècle av. J.-C. On trouve à la fois des villages ouverts et des sites fortifiés perchés sur des collines ou situés dans des zones marécageuses. Les remparts sont faits de pieux renforcés avec de la terre ou des pierres. L'économie s'appuie principalement sur l'agriculture, ce qu'attestent de nombreuses fosses servant à conserver la nourriture. Le blé, l'amidonnier et l'orge formaient l'essentiel des récoltes, avec le millet, le seigle et l'avoine, les pois, les fèves, les lentilles et le sésame d'Allemagne (Camelina sativa). On cultivait le lin, et des restes de pommes, de poires et de prunes domestiques ont été trouvés. Les bovins et les cochons sont les principaux animaux domestiques, suivis des moutons, des chèvres, des chevaux et des chiens. Des représentations sur des urnes de l'Âge du fer provenant de Silésie attestent la pratique de l'équitation, mais les chevaux sont aussi utilisés pour tirer des chariots. La chasse, bien que pratiquée également, vu les os de cerf, de chevreuil, de sanglier, de bison, d'élan, de lièvre, de renard et de loup trouvés, ne semble pas avoir fourni une quantité importante de nourriture. Les premières traces de la route de l'ambre datent du Ve siècle av. J.-C.
La culture poméranienne, ou culture des urnes à face pomérélienne, originaire de certaines parties de la région située au sud de la mer Baltique (qui deviendra plus tard la Poméranie), a finalement couvert du VIIe siècle av. J.-C. au IIIe siècle av. J.-C. la plupart de la Pologne actuelle. Le trait le plus caractéristique est l'utilisation d'urnes funéraires avec des visages. Les urnes étaient souvent contenues dans des cistes entourées de dalles de pierre. L'économie est semblable à celle de la culture lusacienne. Le seigle est systématiquement cultivé pour la première fois, mais constitue toujours un élément mineur des céréales. Il y a moins de collines fortifiées que dans la région de la culture lusacienne plus à l'ouest.

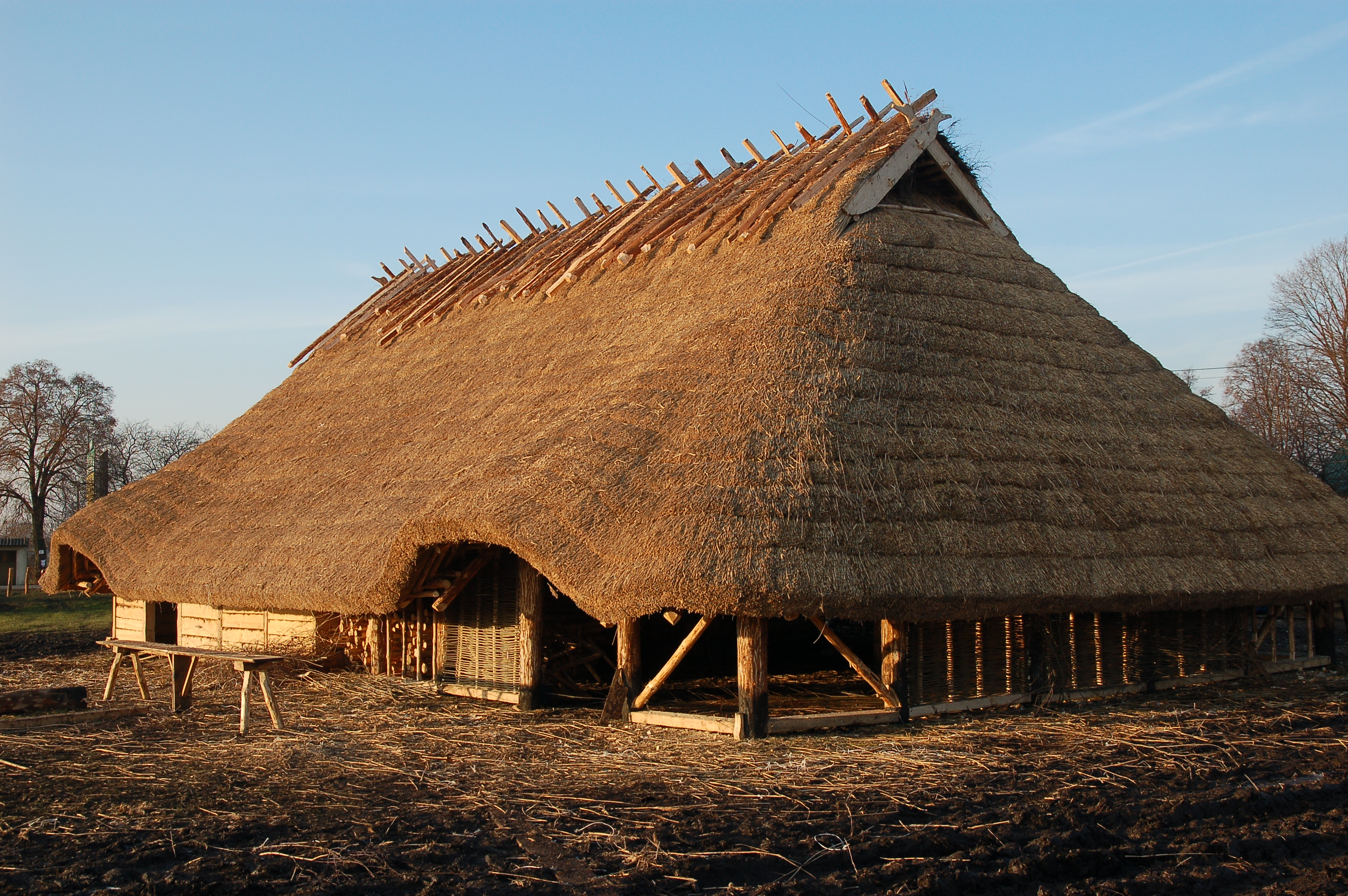
Reconstruction d'une maison de la culture de Wielbark (vers 100 à 400 de notre ère) à Masłomęcz

Les premiers sites celtes dans la région remontent au IVe siècle av. J.-C., durant la période de La Tène.

## Protohistoire

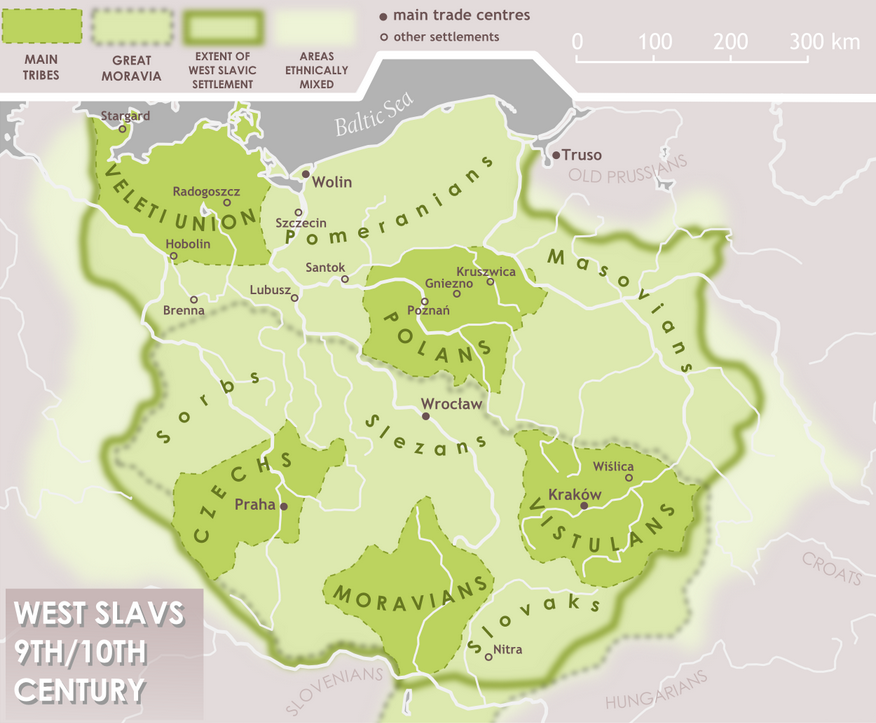
Peuples slaves occidentaux entre le

Durant l'Antiquité tardive, la zone est identifiée sous le nom de culture de Wielbark, avec une présence germanique notable. Dès les Ier et IIe siècles apr. J.-C., certains auteurs romains et byzantins, tels Pline l'Ancien, Tacite, Claude Ptolémée, Pomponius Mela, Jordanès, Procope de Césarée, fournissent des témoignages écrits concernant la région.
La culture de Wielbark, généralement associée aux Goths, apparait dans la première moitié du Ier siècle dans la vallée de la basse Vistule, en Poméranie orientale, où elle supplante la culture d'Oksywie, liée à la culture de Przeworsk. Au cours du IIIe siècle, une partie des communautés de Wielbark abandonne ses villages et émigre vers l'Ukraine.
L'arrivée des premiers peuplements slaves est sujette à discussion entre les spécialistes. Dans le nord de la Pologne, aucun assemblage archéologique attribué aux Slaves ne peut être daté plus tôt qu'aux environs de 700. Au IXe siècle, dans la Descriptio civitatum et regionum ad septentrionalem plagam Danubii (La description des cités et des régions situées au nord du Danube), le géographe bavarois décrit brièvement la géographie et la répartition des peuples slaves divisés en plusieurs tribus : les Polanes dans la région de Grande-Pologne, les Vislanes dans la région de Petite-Pologne, les Slézanes vers Wrocław, etc. Les Polanes, dominant les autres tribus, donnent leur nom à la Pologne. Des fouilles archéologiques ont permis de mettre au jour des castrums du VIIIe siècle qui attestent l'existence d'une société organisée des Polanes. En 863, les missions chrétiennes arrivent dans la région : Cyrille et Méthode parlent de concepts christiques et écrivent l'histoire autochtone.